# 면도를 하다
면도를 하다(Shave)는 한국에서 제작된 신수원 감독의 2003년 드라마 영화이다. 김동현 등이 주연으로 출연하였다.

## 출연

### 주연
- 김동현
- 동방우
- 박준영

### 조연
- 김방선
- 최혁일
- 서지현

## 제작진
- 조명: 박종우
- 붐어시스턴트: 심민영
- 믹싱: 임서진
- 미술: 오용석
- 미술: 윤상윤